# 常陸青柳駅
常陸青柳駅（ひたちあおやぎえき）は、茨城県ひたちなか市大字枝川にある、東日本旅客鉄道（JR東日本）水郡線の駅である。

## 歴史
- 1897年（明治30年）11月16日：太田鉄道の青柳駅として開業[2]。
- 1901年（明治34年）10月21日：太田鉄道が水戸鉄道に営業譲渡。
- 1927年（昭和2年）12月1日：水戸鉄道が国有化[2]。国有鉄道の駅となる。同時に常陸青柳駅に改称[2]。
- 1960年（昭和35年）2月1日：貨物扱い廃止[2]。
- 1983年（昭和58年）6月1日：荷物扱い廃止[3]。水郡線CTC化により、駅員無配置駅となる[4]。交換設備は存続するが、乗車券発売の簡易委託は行なわれなかった。
- 1987年（昭和62年）4月1日：国鉄分割民営化により、JR東日本の駅となる[2]。
- 2001年（平成13年）5月8日：簡易型自動券売機設置[5]。

駅舎は長らく有人時代のままであったが、その後取り壊されてホーム上の簡単な構造の待合室のみに変更された。乗車券発売は、無人化以降暫くは水戸駅から駅員が出張しての発売が継続されたがすぐに廃止となり、簡易委託も行われなかったが、その後現金専用自動券売機が設置され、140円区間～1800円区間（2013年3月までの100km圏内）の乗車券を発売。券売機設置当初は東京山手線内や水戸駅からの自由席特急券も発売したが、着駅での自動改札機でトラブルが多発した等の事由により、現在は発売が中止されている。2019年8月26日をもって乗車券類の発売は終了しホーム上の簡易型待合室内にあるベンチ横に乗車駅証明書発行機が設置された。なお当駅でSuicaの利用はできない。
2011年（平成23年）3月11日に発生した東日本大震災のため、水郡線は運行停止となったが、4月11日に「常陸青柳～安積永盛」間及び「上菅谷～常陸太田」間が運行再開となり、4月15日に水戸まで全線で運行再開するまでの間、常陸青柳駅が列車代行バスの発着場となった。

## 駅構造
島式ホーム1面2線を有する地上駅。ホームへは構内踏切で連絡している。
水郡線統括センター（上菅谷駅）管理の無人駅で、ホーム上に屋根・壁のあるベンチが設置されている。

### のりば
| ホーム | 路線    | 方向 | 行先     |
| ------ | ------- | ---- | -------- |
| 西側   | ■水郡線 | 下り | 郡山方面 |
| 東側   | ■水郡線 | 上り | 水戸方面 |

（出典：JR東日本:駅構内図）
- 案内上のホーム番号は設定されていない。

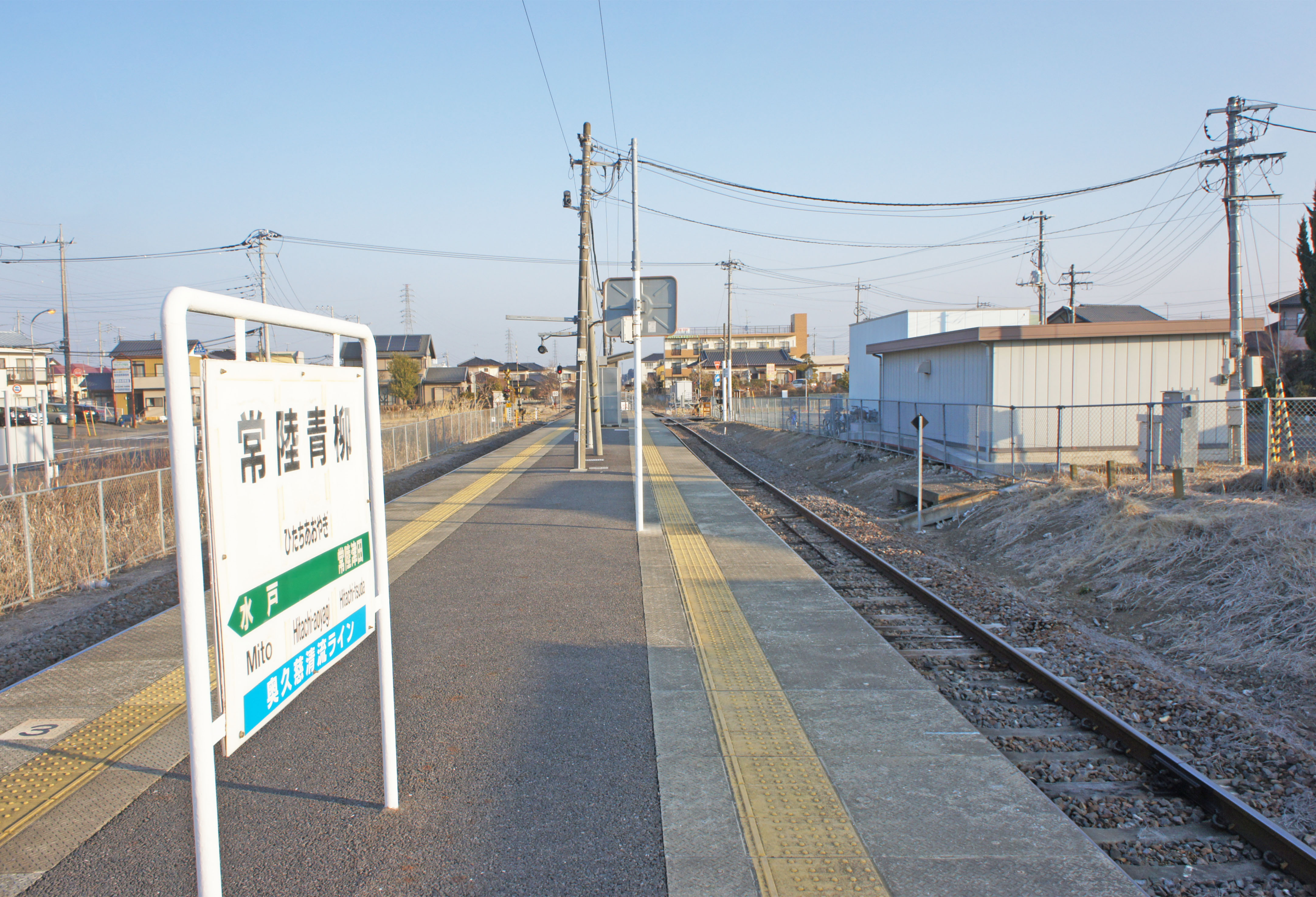
ホーム（2022年2月）
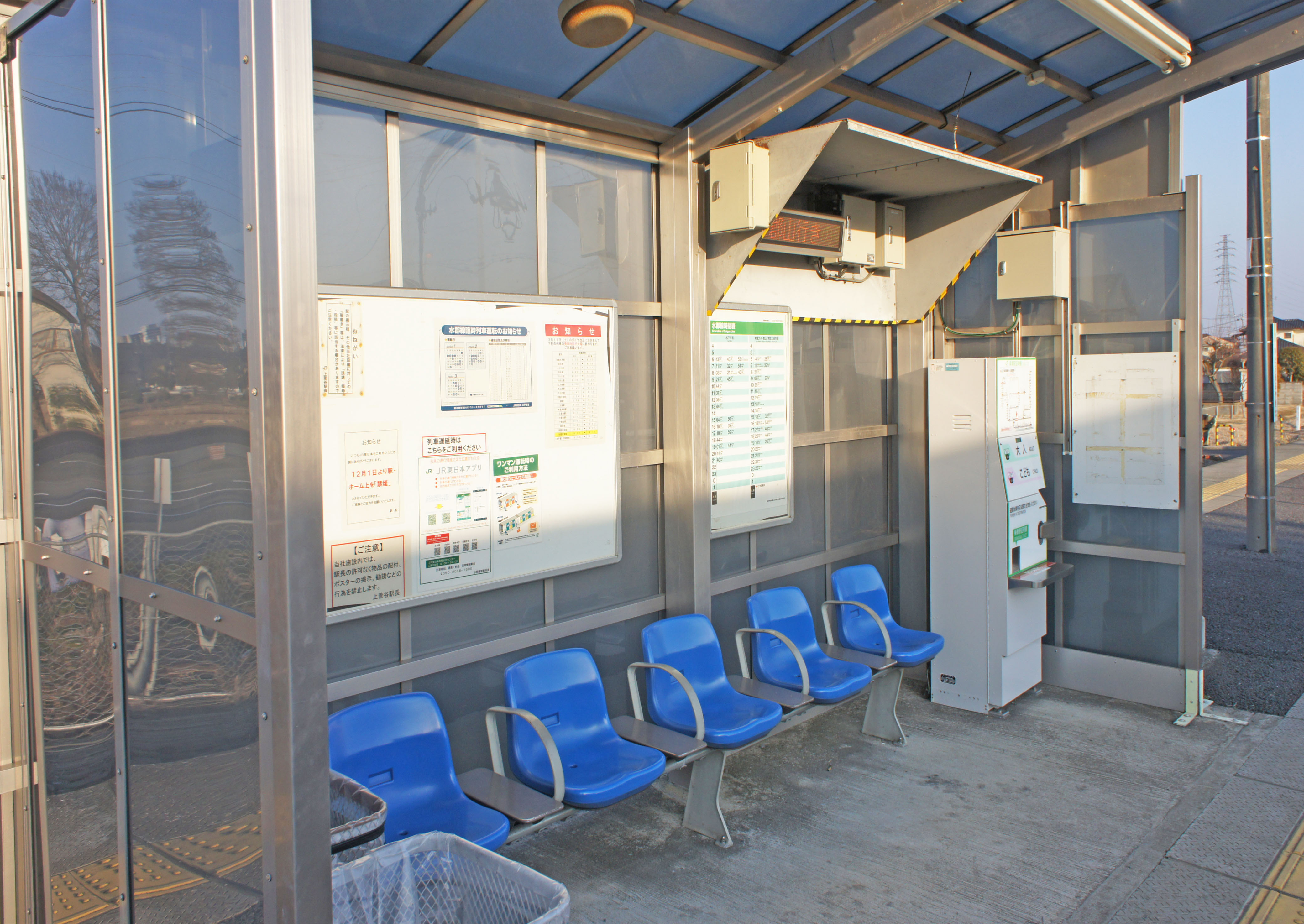
待合室（2022年2月）
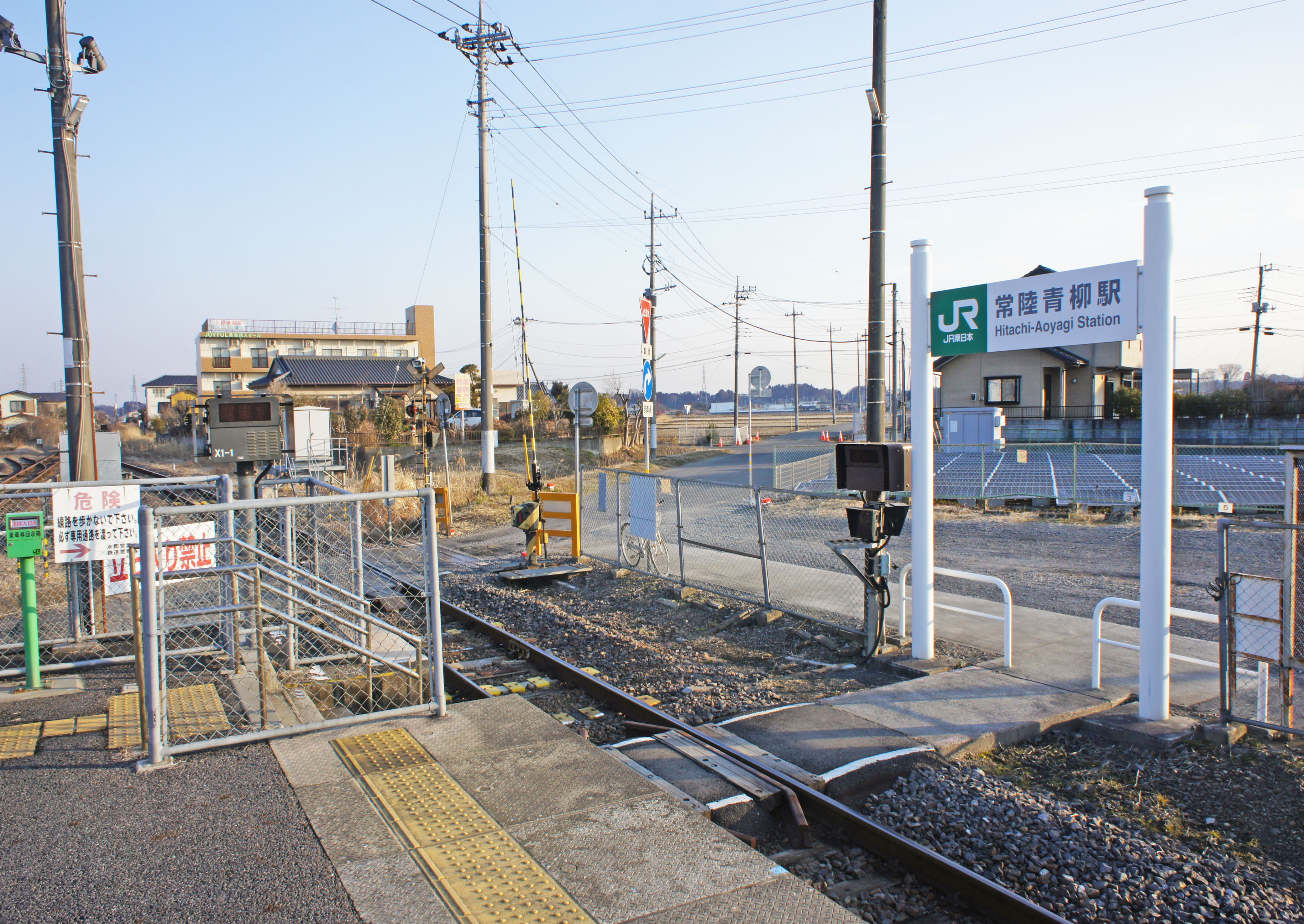
構内踏切（2022年2月）

## 利用状況
- 2009年の乗車人員は1日平均491人であった[注釈 1]。

| 年度   | 一日平均 乗車人員 |
| ------ | ----------------- |
| 2006年 | 135               |
| 2007年 | 134               |
| 2008年 | 147               |
| 2009年 | 144               |

## 駅周辺
ひたちなか市が公式の所在地であるが、ホームの南半分は水戸市青柳町に位置している。駅周辺の建物も大部分が水戸市の区域である。駅からは水戸芸術館が遠くに見える。
- 青柳公園
  - 水戸市民体育館
- 水戸市公設地方卸売市場
- 勝田枝川郵便局
- 国道349号
- 茨城県道232号市毛水戸線
県道上に水戸駅 - 勝田駅方面間を運転する路線バスが走る。最寄は「水府橋」停留所。
- ハローワーク水戸
- 国道6号

## 隣の駅
東日本旅客鉄道（JR東日本）
■水郡線
水戸駅 - 常陸青柳駅 - 常陸津田駅